# Benoit Peak
Der Benoit Peak ist ein Berg im Norden des ostantarktischen Viktorialands. Er ragt 8 km nordnordöstlich des Mount Camelot in der Alamein Range der Freyberg Mountains auf.
Der United States Geological Survey kartierte ihn anhand eigener Vermessungen und Luftaufnahmen der United States Navy aus den Jahren von 1960 bis 1964. Das Advisory Committee on Antarctic Names benannte ihn 1969 nach dem US-amerikanischen Biologen Robert E. Benoit (* 1934), der in den antarktischen Sommern 1966/1967 und 1967/1968 auf der McMurdo-Station tätig war.